# ولایت گرجستان
ولایت گرجستان یکی از ولایات صفویه مقارن با گرجستان امروزی بود.

## تاریخچه

### در جنگ صفویه و عثمانی
در زمان پادشاهی احمد یکم پس از شکست سخت او در جنگ عثمانی و صفوی (۱۸۱۸–۱۶۰۳) از شاه عباس بزرگ، مناطقی که به‌طور موقت در جنگ عثمانی-صفویه (۱۵۷۸–۱۵۹۰) ضمیمه خاک عثمانی شده بودند مثل ولایت گرجستان، آذربایجان و سایر مناطق وسیع قفقاز، به موجب عهدنامه نصوح پاشا (۱۶۱۲ میلادی) به ایران واگذار شدند. پس از آن مرزهای جدید بر اساس همان خطی که در صلح آماسیه در سال ۱۵۵۵ تأیید شده بود، ترسیم شد.